# Hrvatsko kraljevsko vijeće
Hrvatsko kraljevsko vijeće (lat. Consilium Regnum Croaticum), odnosno Kraljevsko vijeće za Kraljevine Dalmaciju, Hrvatsku i Slavoniju osnovala je kraljica Marija Terezija 1767. kao neku vrstu zemaljske vlade Kraljevine Dalmacije, Hrvatske i Slavonije, koje je po svom sastavu i djelovanju bilo slično Ugarskomu namjesničkom vijeću. Kraljevsko vijeće predstavljalo je prvu ustanovu izvršne kraljevske vlasti na području Banske Hrvatske, odnosno prvu moderniju vladu. Nakon što je utemeljeno, vijeće je preuzelo od Hrvatskog sabora sve upravne ovlasti. Sjedište mu je bilo u Varaždinu, a nakon velikoga varaždinskog požara 1776. preseljeno je u Zagreb. 
Vijeće je obavljalo političko-gospodarstvene i vojničke poslove te vođenje nadzora nad kaznenim postupkom županija, slobodnih kraljevskih gradova i zemljišne gospode. Na čelu Vijeća bio je ban, a uz njega se postavljalo pet savjetnika, koje imenovala kraljica. Jednog iz staleža višeg plemstva (prelata), jednog iz staleža velikaša i tri iz redova plemstva, a među njima jedan iz komore. Vijeće je ojačalo središnju vlast u Beču i povećalo nadzor nad plemstvom, jer je dotad Hrvatski sabor imao i zakonodavnu i izvršnu vlast. Uskoro je Hrvatska izgubila i svoj proračun jer se čitav porez ubirao u ime državne blagajne. Time je Sabor izgubio svoje značajno pravo. Zbog smanjivanja značenja Sabora hrvatsko plemstvo nije bilo zadovoljno Vijećem kao oruđem središnje vlasti. S druge pak strane ugarskom plemstvu Vijeće je smetalo kao hrvatska nezavisna vlada. 
Kraljevsko vijeće Marija Terezija ukinula je 1779. i sve njegove ovlasti prenijela na Ugarsko namjesničko vijeće u koje je imao pristup samo hrvatski ban i to samo za iznošenje mišljenja. Učinila je to na vlastitu ruku, ne zatraživši prethodno suglasnost Hrvatskog sabora. Hrvatska je na taj način prvi put u svojoj povijesti potpala pod ugarsku vladu, a tako je ostalo sve do 1848. godine. 

## HKRV
Hrvatsko kraljevsko vijeće (HKRV), hrvatska je udruga građana i potomaka plemića, najveća monarhistička i plemićka organizacija u Hrvatskoj, s više od 1600 članova. Promiče tradicionalizam, legitimizam i katolički socijalni nauk. Od 2013. djeluje kao preddruštvo, a nakon osnivačkog sabora 5. prosinca 2019. registrirana je kao nepolitička i nevladina udruga upisana u registar udruga 10. lipnja 2020. godine. Osim građana, pripadnici plemićkih obitelji mogu zatražiti i pristupnicu u Dom plemstva HKRV-a.
Udruga održava kulturne i umjetničke događaje, bavi se izdavaštvom na područjima povijesti, genealogije, heraldike i veksilologije, održavanjem identiteta povijesnih hrvatskih postrojbi kroz rad počasne povijesne postrojbe te humanitarnim radom.
Vodstvo udruge okupljeno je u Kraljevinski stol. Udruga ima niz tijela i odjela, studentski Hrvatski kraljevski akademski klub i molitvenu Gebetsligu Hrvatska, katoličku laičku oragnizaciju.

## Vanjske poveznice
- Uprava javne službe: do 1848. Hrvatski državni arhiv  Arhivirana inačica izvorne stranice od 19. listopada 2008. (Wayback Machine)